# Dis bonjour à la dame
Pour l'album de bande-dessinée, voir Le Petit Spirou.
Pour plus de détails, voir Fiche technique et Distribution.
Dis bonjour à la dame est un film français réalisé par Michel Gérard et sorti en 1977.

## Fiche technique
- Titre : Dis bonjour à la dame
- Réalisation : Michel Gérard
- Scénario : François Chavane et Michel Gérard
- Photographie : Jean Monsigny
- Son : Max Olivier
- Montage : Françoise Diot
- Musique : Alain Lemeur (soliste : Marcel Dadi)
- Production : Cinéphonic - Les Activités Cinégraphiques - Les Productions Jacques Roitfeld
- Pays d'origine :  France
- Genre : Comédie
- Durée : 74 minutes
- Date de sortie : France - 30 mars 1977

## Distribution
- Pierre Tornade : Robert Ferry
- Micheline Luccioni : Mme Ferry
- Rémi Laurent : Daniel Ferry
- Régis Porte : Gilles Ferry
- Sophie Barjac : Brigitte
- Roger Carel : l'inspecteur des PTT
- Maurice Chevit : Totor
- Bernard Lavalette : le proviseur